# Homopholis
Homopholis – rodzaj jaszczurek z rodziny gekonowatych (Gekkonidae).

## Zasięg występowania
Rodzaj obejmuje gatunki występujące w Zimbabwe, Etiopii, Kenii, Somalii, Tanzanii, Mozambiku i Południowej Afryce. 

## Systematyka
Rodzaj zdefiniował w 1885 roku belgijsko-brytyjski zoolog George Albert Boulenger w publikacji własnego autorstwa poświęconej spisowi jaszczurek ze zbiorów Muzeum Historii Naturalnej w Londynie. Gatunkiem typowym jest (oryginalne oznaczenie) Homopholis wahlbergii.

### Etymologia
- Homopholis: gr. ὁμως homōs ‘równo, podobnie, jednakowo’[5]; φολις pholis, φολιδος pholidos ‘rogowa łuska’[6].
- Platypholis: gr. πλατυς platus ‘szeroki’[7]; φολις pholis, φολιδος pholidos ‘rogowa łuska’[6]. Gatunek typowy (oznaczenie monotypowe): Platypholis fasciata Boulenger, 1890.

### Podział systematyczny
Do rodzaju należą następujące gatunki: 
- Homopholis arnoldi Loveridge, 1944
- Homopholis fasciata (Boulenger, 1890)
- Homopholis mulleri Visser, 1987
- Homopholis wahlbergii (A. Smith, 1849)